# Takanori Gomi
Takanori Gomi (五味 隆典, Gomi Takanori), né le 22 septembre 1978, est un pratiquant de mixed martial arts japonais. Il est un ancien champion Welters du Shooto et a combattu au Pride Fighting Championships. Gomi est le premier champion des poids légers du Pride FC. Il combat actuellement à l'Ultimate Fighting Championship. 
Lors de ses plus belles années au Pride, il était considéré par de nombreux fans et spécialistes de la discipline comme le poids léger numéro un.
Il a obtenu cette ceinture le 31/12/2005 en battant par KO dans le premier round Hayato Sakurai en finale du Bushido LW GP. Pour arriver en finale, Gomi a battu Tatsuya Kawajiri par soumission (étranglement arrière) et Luis Azeredo (décision unanime)dans la même soirée au Pride Bushido 9 le 25 septembre 2005. Le 5 novembre 2006, il a battu le brésilien Marcus Aurelio, à la décision, pour sa première défense de titre. Il est membre du Kiguchi Dojo et du Team RASCAL au  Japon.

## Palmarès en MMA
| 47 combats: 35 victoires (13 (T)KO, 6 soumissions, 16 décisions) 12 défaites (2 (T)KO, 5 soumissions, 3 décisions) 1 No Contest |            |                       |                                                     |                                           |       |       |
| Date | Résultat   | Adversaire            | Nom de l'évènement                                  | Méthode                                   | Round | Temps |
| 09/07/2016 | Défaite    | Jim Miller            | UFC 200: Tate vs. Nunes                             | TKO (Poings)                              | 1     | 2:18  |
| 25/07/2015 | Défaite    | Joe Lauzon            | UFC on Fox: Dillashaw vs. Barão II                  | TKO (Poings)                              | 1     | 2:37  |
| 20/09/2014 | Défaite    | Myles Jury            | UFC Fight Night: Hunt vs. Nelson                    | TKO (Poings)                              | 1     | 1:32  |
| 26/04/2014 | Victoire   | Isaac Vallie-Flagg    | UFC 172: Jones vs. Teixeira                         | Décision (Unanime)                        | 3     | 5:00  |
| 03/03/2013 | Défaite    | Diego Sanchez         | UFC on Fuel TV: Silva vs. Stann                     | Décision (Partagée)                       | 3     | 5:00  |
| 10/11/2012 | Victoire   | Mac Danzig            | UFC on Fuel TV: Franklin vs. Le                     | Décision (Unanime)                        | 3     | 5:00  |
| 26/02/2012 | Victoire   | Eiji Mitsuoka         | UFC 144: Edgar vs. Henderson                        | TKO (Punches)                             | 2     | 2:21  |
| 24/09/2011 | Défaite    | Nate Diaz             | UFC 135: Jones vs. Rampage                          | Soumission (Armbar)                       | 1     | 4:27  |
| 01/01/2011 | Défaite    | Clay Guida            | UFC 125: Resolution                                 | Soumission (Guillotine)                   | 2     | 4:27  |
| 01/08/2010 | Victoire   | Tyson Griffin         | UFC Live: Jones vs. Matyushenko                     | KO (Punch)                                | 1     | 1:04  |
| 31/03/2010 | Défaite    | Kenny Florian         | UFC Fight Night: Florian vs. Gomi                   | Soumission (Etranglement sanguin arrière) | 3     | 2:52  |
| 30/10/2009 | Victoire   | Tony Hervey           | Vale Tudo Japan 2009                                | Décision (Unanime)                        | 5     | 5:00  |
| 10/05/2009 | Victoire   | Takashi Nakamura      | Shooto: Tradition Final                             | KO (Punches)                              | 2     | 4:42  |
| 04/01/2009 | Défaite    | Satoru Kitaoka        | World Victory Road Presents: Sengoku Rebellion 2009 | Soumission (Achilles Lock)                | 1     | 1:41  |
| 01/11/2008 | Défaite    | Sergey Golyaev        | World Victory Road Presents: Sengoku 6              | Décision (Partagée)                       | 3     | 5:00  |
| 24/08/2008 | Victoire   | Seung Hwang Bang      | World Victory Road Presents: Sengoku 4              | Décision (Unanime)                        | 3     | 5:00  |
| 05/03/2008 | Victoire   | Duane Ludwig          | World Victory Road Presents: Sengoku 1              | TKO (Cut)                                 | 1     | 2:28  |
| 24/02/2007 | No Contest | Nick Diaz             | PRIDE 33                                            | N/A                                       | 2     | 1:46  |
| 31/12/2006 | Victoire   | Mitsuhiro Ishida      | PRIDE Shockwave 2006                                | TKO (Strikes)                             | 1     | 1:14  |
| 05/11/2006 | Victoire   | Marcus Aurelio        | PRIDE Bushido 13                                    | Décision (Partagée)                       | 2     | 5:00  |
| 26/08/2006 | Victoire   | David Baron           | PRIDE Bushido 12                                    | Soumission (Etranglement sanguin arrière) | 1     | 7:10  |
| 02/04/2006 | Défaite    | Marcus Aurelio        | PRIDE Bushido 10                                    | Soumission (Triangle au bras)             | 1     | 4:34  |
| 31/12/2005 | Victoire   | Hayato Sakurai        | PRIDE Shockwave 2005                                | KO (Coups de poing)                       | 1     | 3:56  |
| 25/09/2005 | Victoire   | Luiz Azeredo          | PRIDE Bushido 9                                     | Décision (Unanime)                        | 2     | 5:00  |
| 25/09/2005 | Victoire   | Tatsuya Kawajiri      | PRIDE Bushido 9                                     | Soumission (Etranglement sanguin arrière) | 1     | 7:42  |
| 17/07/2005 | Victoire   | Jean Silva            | PRIDE Bushido 8                                     | Décision (Unanime)                        | 2     | 5:00  |
| 22/05/2005 | Victoire   | Luiz Azeredo          | PRIDE Bushido 7                                     | KO (Coups de poing)                       | 1     | 3:46  |
| 31/12/2004 | Victoire   | Jens Pulver           | PRIDE Shockwave 2004                                | KO (Strikes)                              | 1     | 6:21  |
| 14/10/2004 | Victoire   | Charles Bennett       | PRIDE Bushido 5                                     | Soumission (Clé d'épaule type Kimura)     | 1     | 5:52  |
| 19/07/2004 | Victoire   | Fabio Mello           | PRIDE Bushido 4                                     | TKO (Strikes)                             | 1     | 8:07  |
| 23/05/2004 | Victoire   | Ralph Gracie          | PRIDE Bushido 3                                     | TKO (Coups de genoux)                     | 1     | 0:06  |
| 15/02/2004 | Victoire   | Jadson Costa          | PRIDE Bushido 2                                     | TKO (Strikes)                             | 1     | 4:55  |
| 10/10/2003 | Défaite    | B.J. Penn             | ROTR 4 Rumble on the Rock 4                         | Soumission (Etranglement sanguin arrière) | 3     | 2:35  |
| 10/08/2003 | Défaite    | Joachim Hansen        | Shooto 2003-8/10 in Yokohama Gymnasium              | Décision (Majoritaire)                    | 3     | 5:00  |
| 23/02/2003 | Victoire   | Nick Ertl             | Shooto 2003-2/23 in Korakuen Hall                   | Soumission (Clé de bras)                  | 1     | 4:59  |
| 23/02/2002 | Victoire   | Dokonjonosuke Mishima | Shooto-2002 Year-End Show                           | TKO (Coups de poing)                      | 2     | 0:52  |
| 16/09/2002 | Victoire   | Chris Brennan         | Shooto-Treasure Hunt 10                             | Décision (Unanime)                        | 3     | 5:00  |
| 29/06/2002 | Victoire   | Leonardo Santos       | Shooto-Treasure Hunt 7                              | Décision (Majoritaire)                    | 3     | 5:00  |
| 16/12/2001 | Victoire   | Rumina Sato           | Shooto-To The Top Final Act                         | Décision (Unanime)                        | 3     | 5:00  |
| 12/11/2000 | Victoire   | Ryan Bow              | Shooto R.E.A.D. 12                                  | Décision (Unanime)                        | 3     | 5:00  |
| 16/07/2000 | Victoire   | Paul Rodriguez        | Shooto-R.E.A.D. 6                                   | Décision (Unanime)                        | 3     | 5:00  |
| 02/04/2000 | Victoire   | Anderson Pavao        | Shooto-R.E.A.D. 3                                   | Décision (Unanime)                        | 3     | 5:00  |
| 11/12/1999 | Victoire   | Johnny Eduardo        | VTJ 1999-Vale Tudo Japan 1999                       | Soumission (Etranglement sanguin arrière) | 3     | 1:43  |
| 05/09/1999 | Victoire   | Takuya Kawabara       | Shooto-Renaxis 4                                    | Décision (Unanimé)                        | 3     | 5:00  |
| 01/06/1999 | Victoire   | Stephen Palling       | SB 12-SuperBrawl 12                                 | Soumission (Etranglement sanguin arrière) | 1     | 3:06  |
| 28/03/1999 | Victoire   | Takuya Kuwabara       | Shooto-Renaxis 1                                    | Décision (Unanime)                        | 3     | 5:00  |
| 15/01/1999 | Victoire   | Kazumichi Takada      | Shooto-DEVILOCK Fighters                            | TKO (Coups de poing)                      | 2     | 3:42  |
| 27/11/1998 | Victoire   | Hiroshi Tsuruya       | Shooto-Las Grandes Viajes 6                         | Décision (Unanime)                        | 3     | 5:00  |